# Оскар (кинопремия, 1991)
63-я церемония вручения наград премии «Оскар» за заслуги в области кинематографа за 1990 год прошла 25 марта 1991 года в Shrine Auditorium (Лос-Анджелес, Калифорния).

## Фильмы, получившие несколько номинаций
| Фильм                         | номинации | награды |
| ----------------------------- | --------- | ------- |
| • Танцующий с волками         | 12        | 7       |
| • Дик Трейси                  | 7         | 3       |
| • Крёстный отец 3             | 7         | 0       |
| • Славные парни               | 6         | 1       |
| • Привидение                  | 5         | 2       |
| • Сирано де Бержерак          | 5         | 1       |
| • Кидалы                      | 4         | 0       |
| • Авалон                      | 4         | 0       |
| • Изнанка судьбы              | 3         | 1       |
| • Охота за «Красным октябрём» | 3         | 1       |
| • Пробуждение                 | 3         | 0       |
| • Вспомнить всё               | 2         | 0 + 1   |

## Список лауреатов и номинантов
★ Победители выделены отдельным цветом. 

### Основные категории
| Категории                                                  | Лауреаты и номинанты                                                                | Лауреаты и номинанты                                                                                            |
| ---------------------------------------------------------- | ----------------------------------------------------------------------------------- | --- |
| Лучший фильм                                               | ★ Танцующий с волками / Dances with Wolves (продюсеры: Джим Уилсон и Кевин Костнер) | ★ Танцующий с волками / Dances with Wolves (продюсеры: Джим Уилсон и Кевин Костнер)                             |
| Лучший фильм                                               | • Пробуждение / Awakenings (продюсеры: Уолтер Ф. Паркс и Лоуренс Ласкер)            | |
| Лучший фильм                                               | • Привидение / Ghost (продюсер: Лиза Вайнштейн)                                     | |
| Лучший фильм                                               | • Крёстный отец 3 / The Godfather: Part III (продюсер: Фрэнсис Форд Коппола)        | |
| Лучший фильм                                               | • Славные парни / Goodfellas (продюсер: Ирвин Уинклер)                              | |
| Лучший режиссёр                                            | Кевин Костнер                                                                       | ★ Кевин Костнер за фильм «Танцующий с волками»                                                                  |
| Лучший режиссёр                                            | Кевин Костнер                                                                       | • Фрэнсис Форд Коппола — «Крёстный отец 3»                                                                      |
| Лучший режиссёр                                            | Кевин Костнер                                                                       | • Мартин Скорсезе — «Славные парни»                                                                             |
| Лучший режиссёр                                            | Кевин Костнер                                                                       | • Стивен Фрирз — «Кидалы»                                                                                       |
| Лучший режиссёр                                            | Кевин Костнер                                                                       | • Барбет Шрёдер — «Изнанка судьбы»                                                                              |
| Лучшая мужская роль                                        | Джереми Айронс                                                                      | ★ Джереми Айронс — «Изнанка судьбы» (за роль Клауса фон Бюлова)                                                 |
| Лучшая мужская роль                                        | Джереми Айронс                                                                      | • Кевин Костнер — «Танцующий с волками» (за роль лейтенанта Джона Данбара)                                      |
| Лучшая мужская роль                                        | Джереми Айронс                                                                      | • Роберт Де Ниро — «Пробуждение» (за роль Леонарда Лоу)                                                         |
| Лучшая мужская роль                                        | Джереми Айронс                                                                      | • Жерар Депардьё — «Сирано де Бержерак» (за роль Сирано де Бержерака)                                           |
| Лучшая мужская роль                                        | Джереми Айронс                                                                      | • Ричард Харрис — «Поле» (за роль «Быка» МакКейба)                                                              |
| Лучшая женская роль                                        |                                                                                     | ★ Кэти Бэйтс — «Мизери» (за роль Энни Уилкс)                                                                    |
| Лучшая женская роль                                        | • Анжелика Хьюстон — «Кидалы» (за роль Лилли Диллон)                                | |
| Лучшая женская роль                                        | • Джулия Робертс — «Красотка» (за роль Вивьен Уорд)                                 | |
| Лучшая женская роль                                        | • Мерил Стрип — «Открытки с края бездны» (за роль Сьюзан Вэйл)                      | |
| Лучшая женская роль                                        | • Джоан Вудвард — «Мистер и миссис Бридж» (за роль Индии Бридж)                     | |
| Лучшая мужская роль второго плана                          | Джо Пеши                                                                            | ★ Джо Пеши — «Славные парни» (за роль Томми ДеВито)                                                             |
| Лучшая мужская роль второго плана                          | Джо Пеши                                                                            | • Брюс Дэвисон — «Близкий друг» (за роль Дэвида)                                                                |
| Лучшая мужская роль второго плана                          | Джо Пеши                                                                            | • Энди Гарсиа — «Крёстный отец 3» (за роль Винсента «Винни» Манчини-Корлеоне)                                   |
| Лучшая мужская роль второго плана                          | Джо Пеши                                                                            | • Грэм Грин — «Танцующий с волками» (за роль «Разящей Птицы»)                                                   |
| Лучшая мужская роль второго плана                          | Джо Пеши                                                                            | • Аль Пачино — «Дик Трейси» (за роль «Большого Парня Каприза»)                                                  |
| Лучшая женская роль второго плана                          | Вупи Голдберг                                                                       | ★ Вупи Голдберг — «Привидение» (за роль Оды Мэй Браун)                                                          |
| Лучшая женская роль второго плана                          | Вупи Голдберг                                                                       | • Аннетт Бенинг — «Кидалы» (за роль Майры Лэнгтри)                                                              |
| Лучшая женская роль второго плана                          | Вупи Голдберг                                                                       | • Лоррейн Бракко — «Славные парни» (за роль Карен Хилл)                                                         |
| Лучшая женская роль второго плана                          | Вупи Голдберг                                                                       | • Дайан Ладд — «Дикие сердцем» (за роль Мариэтты Форчун)                                                        |
| Лучшая женская роль второго плана                          | Вупи Голдберг                                                                       | • Мэри Макдоннелл — «Танцующий с волками» (за роль «Стоящей с кулаком»)                                         |
| Лучший сценарий, созданный непосредственно для экранизации | ★ Брюс Джоэл Рубин — «Привидение»                                                   | ★ Брюс Джоэл Рубин — «Привидение»                                                                               |
| Лучший сценарий, созданный непосредственно для экранизации | • Вуди Аллен — «Элис»                                                               | |
| Лучший сценарий, созданный непосредственно для экранизации | • Барри Левинсон — «Авалон»                                                         | |
| Лучший сценарий, созданный непосредственно для экранизации | • Питер Уир — «Вид на жительство»                                                   | |
| Лучший сценарий, созданный непосредственно для экранизации | • Уит Стиллман — «Золотая молодёжь»                                                 | |
| Лучший адаптированный сценарий                             | Майкл Блейк                                                                         | ★ Майкл Блейк — «Танцующий с волками» (по одноимённому роману автора)                                           |
| Лучший адаптированный сценарий                             | Майкл Блейк                                                                         | • Стивен Заиллян — «Пробуждение» (по одноимённой книге Оливера Сакса)                                           |
| Лучший адаптированный сценарий                             | Майкл Блейк                                                                         | • Николас Пиледжи и Мартин Скорсезе — «Славные парни» (по книге Николаса Пиледжи «Wiseguy»)                     |
| Лучший адаптированный сценарий                             | Майкл Блейк                                                                         | • Дональд Э. Уэстлейк — «Кидалы» (по одноимённому роману Джима Томпсона)                                        |
| Лучший адаптированный сценарий                             | Майкл Блейк                                                                         | • Николас Казан — «Изнанка судьбы» (по роману Алана Дершовица «Reversal of Fortune: Inside the von Bülow Case») |
| Лучший фильм на иностранном языке                          | ★ Путешествие надежды / Reise der Hoffnung (Швейцария) реж. Ксавьер Коллер          | ★ Путешествие надежды / Reise der Hoffnung (Швейцария) реж. Ксавьер Коллер                                      |
| Лучший фильм на иностранном языке                          | • Сирано де Бержерак / Cyrano de Bergerac (Франция) реж. Жан-Поль Раппно            | |
| Лучший фильм на иностранном языке                          | • Цзюй Доу / 菊豆 (Ju Dou) (Китай) реж. Чжан Имоу и Фенльян Янг                     | |
| Лучший фильм на иностранном языке                          | • Дрянная девчонка / Das schreckliche Mädchen (ФРГ) реж. Михаэль Ферхёвен           | |
| Лучший фильм на иностранном языке                          | • Открытые двери / Porte aperte (Италия) реж. Джанни Амелио                         | |

### Другие категории
| Категории                                                     | Лауреаты и номинанты | Лауреаты и номинанты                                                                              |
| ------------------------------------------------------------- | --- | ------------------------------------------------------------------------------------------------- |
| Лучшая музыка Оригинальный саундтрек                          | Джон Барри | ★ Джон Барри — «Танцующий с волками»                                                              |
| Лучшая музыка Оригинальный саундтрек                          | Джон Барри | • Рэнди Ньюман — «Авалон»                                                                         |
| Лучшая музыка Оригинальный саундтрек                          | Джон Барри | • Морис Жарр — «Привидение»                                                                       |
| Лучшая музыка Оригинальный саундтрек                          | Джон Барри | • Дэйв Грузин — «Гавана»                                                                          |
| Лучшая музыка Оригинальный саундтрек                          | Джон Барри | • Джон Уильямс — «Один дома»                                                                      |
| Лучшая песня к фильму                                         | ★ Sooner or Later (I Always Get My Man) — «Дик Трейси» — музыка и слова: Стивен Сондхайм                                                                                   | ★ Sooner or Later (I Always Get My Man) — «Дик Трейси» — музыка и слова: Стивен Сондхайм          |
| Лучшая песня к фильму                                         | • Blaze of Glory — «Молодые стрелки 2» — музыка и слова: Джон Бон Джови |                                                                                                   |
| Лучшая песня к фильму                                         | • I’m Checkin’ Out — «Открытки с края бездны» — музыка и слова: Шел Силверстейн                                                                                            |                                                                                                   |
| Лучшая песня к фильму                                         | • Promise Me You’ll Remember — «Крёстный отец 3» — музыка: Кармайн Коппола, слова: Джон Беттис                                                                             |                                                                                                   |
| Лучшая песня к фильму                                         | • Somewhere in My Memory — «Один дома» — музыка: Джон Уильямс, слова: Лесли Брикасс                                                                                        |                                                                                                   |
| Лучшая операторская работа                                    | ★ Дин Семлер — «Танцующий с волками» | ★ Дин Семлер — «Танцующий с волками»                                                              |
| Лучшая операторская работа                                    | • Аллен Давио — «Авалон» |                                                                                                   |
| Лучшая операторская работа                                    | • Витторио Стораро — «Дик Трейси» |                                                                                                   |
| Лучшая операторская работа                                    | • Гордон Уиллис — «Крёстный отец 3» |                                                                                                   |
| Лучшая операторская работа                                    | • Филипп Руссело — «Генри и Джун» |                                                                                                   |
| Лучший монтаж                                                 | ★ Нил Трэвис — «Танцующий с волками» | ★ Нил Трэвис — «Танцующий с волками»                                                              |
| Лучший монтаж                                                 | • Уолтер Мёрч — «Привидение» |                                                                                                   |
| Лучший монтаж                                                 | • Бэрри Малкин, Лиза Фручтман, Уолтер Мёрч — «Крёстный отец 3» |                                                                                                   |
| Лучший монтаж                                                 | • Тельма Скунмейкер — «Славные парни» |                                                                                                   |
| Лучший монтаж                                                 | • Дэннис Вирклер, Джон Райт — «Охота за „Красным октябрём“» |                                                                                                   |
| Лучшая работа художника-постановщика, художника по декорациям | ★ Ричард Силберт (постановщик), Рик Симпсон (декоратор) — «Дик Трейси» | ★ Ричард Силберт (постановщик), Рик Симпсон (декоратор) — «Дик Трейси»                            |
| Лучшая работа художника-постановщика, художника по декорациям | • Эцио Фриджерио (постановщик), Жак Руксель (декоратор) — «Сирано де Бержерак»                                                                                             |                                                                                                   |
| Лучшая работа художника-постановщика, художника по декорациям | • Джеффри Бикрофт (постановщик), Лиза Дин (декоратор) — «Танцующий с волками»                                                                                              |                                                                                                   |
| Лучшая работа художника-постановщика, художника по декорациям | • Дин Тавуларис (постановщик), Гари Феттис (декоратор) — «Крёстный отец 3»                                                                                                 |                                                                                                   |
| Лучшая работа художника-постановщика, художника по декорациям | • Данте Ферретти (постановщик), Франческа Ло Скьяво (декоратор) — «Гамлет»                                                                                                 |                                                                                                   |
| Лучший дизайн костюмов                                        | ★ Франка Скуарчапино — «Сирано де Бержерак» | ★ Франка Скуарчапино — «Сирано де Бержерак»                                                       |
| Лучший дизайн костюмов                                        | • Глория Грешам — «Авалон» |                                                                                                   |
| Лучший дизайн костюмов                                        | • Эльза Зампарелли — «Танцующий с волками» |                                                                                                   |
| Лучший дизайн костюмов                                        | • Милена Канонеро — «Дик Трейси» |                                                                                                   |
| Лучший дизайн костюмов                                        | • Маурицио Милленотти — «Гамлет» |                                                                                                   |
| Лучший звук                                                   | ★ Расселл Уильямс II, Джеффри Перкинс, Билл У. Бентон, Грегори Х. Уоткинс — «Танцующий с волками»                                                                          | ★ Расселл Уильямс II, Джеффри Перкинс, Билл У. Бентон, Грегори Х. Уоткинс — «Танцующий с волками» |
| Лучший звук                                                   | • Чарльз М. Уилборн, Дональд О. Митчелл, Рик Клайн, Кевин О’Коннелл — «Дни грома»                                                                                          |                                                                                                   |
| Лучший звук                                                   | • Томас Кози, Крис Дженкинс, Дэвид Э. Кэмпбелл, Даг Хемфилл — «Дик Трейси»                                                                                                 |                                                                                                   |
| Лучший звук                                                   | • Ричард Брайс Гудман, Ричард Овертон, Кевин Ф. Клири, Дон Дж. Бассман — «Охота за „Красным октябрём“»                                                                     |                                                                                                   |
| Лучший звук                                                   | • Нельсон Столл, Майкл Дж. Кохут, Carlos Delarios, Аарон Рочин — «Вспомнить всё»                                                                                           |                                                                                                   |
| Лучший монтаж звуковых эффектов                               | ★ Сеселия Холл, Джордж Уоттерс II — «Охота за „Красным октябрём“» | ★ Сеселия Холл, Джордж Уоттерс II — «Охота за „Красным октябрём“»                                 |
| Лучший монтаж звуковых эффектов                               | • Чарльз Л. Кэмпбелл, Ричард Франклин — «Коматозники» |                                                                                                   |
| Лучший монтаж звуковых эффектов                               | • Стивен Хантер Флик — «Вспомнить всё» |                                                                                                   |
| Лучший грим                                                   | ★ John Caglione Jr., Даг Дрекслер — «Дик Трейси» | ★ John Caglione Jr., Даг Дрекслер — «Дик Трейси»                                                  |
| Лучший грим                                                   | • Мишель Бёрк, Jean-Pierre Eychenne — «Сирано де Бержерак» |                                                                                                   |
| Лучший грим                                                   | • Ве Нилл, Стэн Уинстон — «Эдвард Руки-ножницы» |                                                                                                   |
| Лучший документальный полнометражный фильм                    | ★ Американская мечта / American Dream (продюсеры: Барбара Коппл и Артур Кон)                                                                                               | ★ Американская мечта / American Dream (продюсеры: Барбара Коппл и Артур Кон)                      |
| Лучший документальный полнометражный фильм                    | • Беркли в 60-х / Berkeley in the Sixties (продюсер: Марк Китчел) |                                                                                                   |
| Лучший документальный полнометражный фильм                    | • Создание бомб / Building Bombs (продюсеры: Марк Мори и Сьюзэн Робинсон)                                                                                                  |                                                                                                   |
| Лучший документальный полнометражный фильм                    | • Вечные активисты: Рассказы ветеранов бригады Абрахама Линкольна / Forever Activists: Stories from the Veterans of the Abraham Lincoln Brigade (продюсер: Джудит Монтелл) |                                                                                                   |
| Лучший документальный полнометражный фильм                    | • Уолдо Солт: Путешествие сценариста / Waldo Salt: A Screenwriter’s Journey (продюсеры: Роберт Хилльманн и Юджин Икс)                                                      |                                                                                                   |
| Лучший документальный короткометражный фильм                  | ★ Дни ожидания / Days of Waiting (продюсер: Стивен Оказаки) | ★ Дни ожидания / Days of Waiting (продюсер: Стивен Оказаки)                                       |
| Лучший документальный короткометражный фильм                  | • Уничтожение будущего / Burning Down Tomorrow (продюсер: Кит Томас) |                                                                                                   |
| Лучший документальный короткометражный фильм                  | • Шимпанзе: Такие же как мы / Chimps: So Like Us (продюсеры: Карен Гудман и Кирк Саймон)                                                                                   |                                                                                                   |
| Лучший документальный короткометражный фильм                  | • Экскурсия внутрь жизни: Мир нерождённого / Journey Into Life: The World of the Unborn (продюсер: Derek Bromhall)                                                         |                                                                                                   |
| Лучший документальный короткометражный фильм                  | • Роуз Кеннеди: Воспоминания / Rose Kennedy: A Life to Remember (продюсеры: Фрида Ли Мок и Терри Сандерс)                                                                  |                                                                                                   |
| Лучший игровой короткометражный фильм                         | ★ Свидание за завтраком / The Lunch Date (Адам Дэвидсон) | ★ Свидание за завтраком / The Lunch Date (Адам Дэвидсон)                                          |
| Лучший игровой короткометражный фильм                         | • Праздник в Бронксе / Bronx Cheers (Рэймонд Де Фелитта и Мэттью Гросс) |                                                                                                   |
| Лучший игровой короткометражный фильм                         | • Дорогая Рози / Dear Rosie (Питер Каттанео и Барнеби Томпсон) |                                                                                                   |
| Лучший игровой короткометражный фильм                         | • Что мы сделали? / Senzeni Na? (Bernard Joffa и Энтони Э. Николас) |                                                                                                   |
| Лучший игровой короткометражный фильм                         | • 12:01 дня / 12:01 PM (Хиллари Риппс и Джонатан Хип) |                                                                                                   |
| Лучший анимационный короткометражный фильм                    | ★ В мире животных / Creature Comforts (Ник Парк) | ★ В мире животных / Creature Comforts (Ник Парк)                                                  |
| Лучший анимационный короткометражный фильм                    | • Невероятные приключения Уоллеса и Громита: Пикник на Луне / A Grand Day Out with Wallace and Gromit (Ник Парк)                                                           |                                                                                                   |
| Лучший анимационный короткометражный фильм                    | • Кузнечики / Cavallette (Бруно Боццетто) |                                                                                                   |

### Специальные награды
| Награда                                                         | Лауреаты |
| --------------------------------------------------------------- | --- |
| Премия за особые достижения                                     | ★ Эрик Бревиг, Роб Боттин, Тим МакГоверн, Алекс Функе — «Вспомнить всё» — за визуальные эффекты |
| Премия за выдающиеся заслуги в кинематографе (Почётный «Оскар») | ★ Софи Лорен — за карьеру, богатую запоминающимися ролями, придавшими нетускнеющий блеск кинематографу.                                                                                                   |
| Премия за выдающиеся заслуги в кинематографе (Почётный «Оскар») | ★ Мирна Лой — за созданные идеальные женские образы и за то наслаждение, которое она доставляла зрителям своим неиссякающим вдохновением.                                                                 |
| Награда имени Ирвинга Тальберга                                 | ★ Дэвид Браун |
| Награда имени Ирвинга Тальберга                                 | ★ Ричард Д. Занук |
| Medal of Commendation                                           | ★ Родерик Т. Райан, Дон Трамбалл и Джеффри Х. Уильямсон — в знак признательности за выдающиеся заслуги и самоотверженность в поддержании высоких стандартов Академии кинематографических искусств и наук. |
| Награда имени Гордона Сойера                                    | ★ Стефан Кудельский |

## Научно-технические награды
| Категории                        | Лауреаты |
| -------------------------------- | --- |
| Academy Award of Merit           | • Eastman Kodak Co. — за разработку T-Grain, передовой технологии обработки киноплёнки, а также за представление ещё более прогрессивной системы EXR. (for the development of T-grain technology and the introduction of EXR color negative films which utilize this technology.) |
| Scientific and Engineering Award | • Брюс Уилтон, Карлос Ичинкофф (Mechanical Concepts, Inc.) — за разработку платформы для оптических принтеров Mechanical Concepts. |
| Scientific and Engineering Award | • Инженерный отдел компании Арнольда и Рихтера (ARRI) — за постоянные улучшения конструкции системы камер Arriflex BL, кульминацией которых стала модель 35BL-4S. |
| Scientific and Engineering Award | • Fuji Photo Film Co., Ltd. — за разработку и внедрение цветных негативных пленок серии F, охватывающих диапазон чувствительности пленки от EI 64 до EI 500. |
| Scientific and Engineering Award | • Манфред Г. Майкельсон (Technical Film Systems, Inc.) — за проектирование и разработку первой системы транспортировки пленки с приводом от звездочки для процессоров цветной печати, которая обеспечивает скорость транспортировки более 600 футов в минуту.                     |
| Scientific and Engineering Award | • Джон В. Лэнг, Уолтер Храстник, Чарльз Дж. Уотсон (компания Bell and Howell) — за разработку и производство модульного кинопринтера с непрерывным контактом. |
| Technical Achievement Award      | • Уильям Л. Блауэрс, Томас Ф. Денове (Belco Associates, Inc.) — за разработку и производство кинометра Belco Denove Cinemeter. |
| Technical Achievement Award      | • Иэн Нил, Такуо Миягисима (Panavision, Inc.) — за оптический дизайн (Нил), механический дизайн (Миягисима), а также за концепцию и разработку (Panavision) сферических объективов серии Primo для 35-мм кинематографии.                                                          |
| Technical Achievement Award      | • Кристофер Гилман, Харви Хьюберт мл. (Лаборатория эффектов Diligent Dwarves) — за разработку Системы Климата Актера, состоящей из теплопередающих предметов нижнего белья. |
| Technical Achievement Award      | • Джим Грейвс (J and G Enterprises) — за разработку системы Cool Suit, состоящей из теплопередающего нижнего белья. |
| Technical Achievement Award      | • Бенгт О. Орхолл, Кеннет Лунд, Бьорн Селин, Кьелл Хёгберг (AB Film-Teknik) — за разработку и производство процессора киносубтитров Mark IV, который позволил увеличить скорость, упростить работу и улучшить качество субтитров.                                                 |
| Technical Achievement Award      | • Ричард Мула, Пит Романо (HydroImage, Inc.) — за разработку подводного светильника SeaPar HMI мощностью 1200 Вт, который представляет собой безопасный портативный светильник HMI, который можно использовать как на влажных, так и на сухих съемочных площадках.                |
| Technical Achievement Award      | • Дедо Вайгерт (Dedo Weigert Film GmbH) — за разработку Dedolight, миниатюрного низковольтного вольфрамово-галогенного светильника, который можно спрятать в практичном месте. |
| Technical Achievement Award      | • Фред Колб мл., Пол Прео — за концепцию и разработку 35-мм проекционной тестовой пленки, по которой можно оценить параметры проекции. |
| Technical Achievement Award      | • Питер Болдуин, Пол Кианхой (Lightmaker Co.) — за дизайн (Baldwin) и за разработку балласта Lightmaker AC/DC HMI. |
| Technical Achievement Award      | • Научно-исследовательский кинофотоинститут (НИКФИ) — за постоянное совершенствование и предоставление 3D-представления советской киноаудитории в течение последних 25 лет (Широформатная киносистема НИКФИ).                                                                     |